# Andorra i olympiska sommarspelen 1976
Andorra deltog i de olympiska sommarspelen 1976 med en trupp bestående av 3 deltagare. Ingen av landets deltagare erövrade någon medalj.

## Boxning
| Boxare       | Gren          | Sextondelsfinal      | Åttondelsfinal       | Kvartsfinal          | Semifinal            | Final                | Final     |
| Boxare       | Gren          | Motståndare Resultat | Motståndare Resultat | Motståndare Resultat | Motståndare Resultat | Motståndare Resultat | Placering |
| ------------ | ------------- | -------------------- | -------------------- | -------------------- | -------------------- | -------------------- | --------- |
| Joan Montane | Lätt tungvikt | Walkover             | Sachse (GDR) L       | Gick inte vidare     | Gick inte vidare     | Gick inte vidare     | 9         |